# Ципи Ливни
Ципора „Ципи“ Ливни (на иврит: ציפורה „ציפי“ לבני) е израелски политик.

## Биография
Ципи Ливни е родена на 8 юли 1958 г. в Тел Авив. Дъщеря е на Ейтан Ливни, член на организацията Иргун, по-късно депутат в Кнесета от Ликуд и сътрудник в началото на 80-те години на Мосад. Ливни е омъжена, има две деца, вегетарианка е, както и защитник на животните.
Ципи Ливни е с юридическо образование. Работила е в сферата на търговското право. Била е министър на регионалното развитие, на селското стопанство и министър по въпросите на миграцията.
През 2004 г. Ливни подкрепя израелското изтегляне от Ивицата Газа. Минава сред съпартийците си за „гълъб“.
През ноември 2005 г. последва Ариел Шарон и влиза в новооснованата партия „Кадима“.
На 17 септември е избрана за председател на партията Кадима, след корупционен скандал на премиера Ехуд Олмерт. В надпреварата тя надделява над Шаул Мофаз.. След оттеглянето на Ехуд Олмерт от поста министър-председател, тя е натоварена със задачата да състави ново правителство.
След като не успява да постигне компромис при преговорите с други политически сили за създаването на нов кабинет, тя заявява:
| „     | Ако трябва да избирам между непрекъснато изнудване и предсрочни избори, избирам изборите. | “ |
| [ 3 ] |                                                                                           |   |

От януари 2006 година до 2009 г. заема поста на министър на външните работи на Израел.
Предсрочните избори през февруари 2009 г. са спечелени с малка преднина от партията на Ливни, Кадима, пред партията Ликуд на Бенямин Нетаняху.